# بست قلات
بست کلات (بست قلات) روستایی از روستاهای آباد منطقه گوده از توابع بخش مرکزی شهرستان بستک در غرب استان هرمزگان در جنوب ایران واقع شده‌است.
این روستا در سی کیلومتری از جاده بستک به گوده به سمت جنوب به داخل کوه منحرف می‌شود.

## محدوده بست قلات
از شمال جاده گوده بستک، از جنوب کوه، از مغرب چاه قیل، و از سمت مشرق به روستاهای چاه بنارد و زنگارد محدود می‌گردد.

## جمعیت
جمعیت این روستا بر اساس سرشماری سال ١٣٩۵ جمعیت آن ١٣٠١ نفر (٣٣٩ خانوار)
بوده‌است.
که از اهل سنت و از شاخه شافعی هستند یعنی از پیروان امام محمد ادریس شافعی می‌باشند
و به زبان اچمی تکلم می‌کنند. از مدت‌ها پیش مردم روستا تصمیم گرفته بودند که از داخل دره نقل مکان دهند به خارج (دره قلات) در بست قلات.
نخلستان بست قلات در بَنُو است که حدود ۲۰۰۰ اصله نخل دیم، و برکه حاجی عبدالرحیم ۵۰۰۰اصله نخل، و برکه سه تا ۲۰۰۰ اصله نخل ونیز زمین بلده زراعت دیم ۱۰۰۰ من (۴۰۰۰ کیلو) بذر افکن دیم است.
درسال‌های اخیر محدوده جادهٔ بستک بست قلات کشاورزی به سرعت رونق گرفته‌است .....

## صحرای بَشکرِی
از چاه قیل به طرف گوده درسه راهی گود گز، چاه بنارد، بستک در صحرای بَشکرِی برکه کوچکی است به نام برکه گلانی و زمین کشت دیم؛ و چهار کیلومتری به سمت مشرق برکه حاجی عبدالرحیم است یک برکه و۵۰۰ اصله نخل دیم و زمین کشت دیم و برکه ستا حدود ۱۰۰۰ اصله نخل دیم و یک موتور پمپ ۳ باب آب‌انبار است. بین بست قلات و چاه بنارد صحرایی است به نام لاور مندخان در حدود ۲۰۰ من (۸۰۰ کیلو) زمین کشت دیم دارد.
در ضلع جنوب شرقی تنگ شیک گردنه کوچک ومالروی است که قبل از ایجاد جاده ماشین راه بستک وگوده بوده این گردنه اسمش گردنه شمی است.
ده قدیم بست قلات کوهستانی است و در کنار دره‌ای بسیار عمیق قرار دارد که نامش «دره قلات» است.
قسمتی از خانه‌های روستا تَهِ این دره قرار دارد.
مردمش قوی بُنیهَ و کوهنورد و به دامداری اشتغال دارند.
قبلاً که سوخت هیزم و زغال رایج بود بیشتر هیزم و زغال منطقه از روستای بست قلات تأمین می‌شد. در کوه بست قلات درختان گوناگونی وجود دارد مانند: بنه سقز، انجیر، و بادام کوهی نیز فراوان بدست می‌آید؛ و درخت‌های تنومندی نیز وجود دارد مانند: کنار، سُمر، سَلمَ و نادِر که از هیزم آن برای زغال استفاده می‌کردند.
در جنوب این گردنه چشمه ای است که حدود ۱۰۰ بته نخل را آبیاری می‌نماید و ۵۰ من زمین زیر کشت دارد.
در حدود ۶ سال است که مردم روستای بست قلات از قسمت کوهستانی نقل مکان نموده‌اند و در شش کیلومتری شمال ده قدیم و از جنوب جاده آسفالت بستک به گوده در جلگه ای ساختمان ساخته‌اند وساکن شده‌اند.

## زمامداران محلی
در زمان‌های گذشته در روستای بست قلات مردان وزن‌های رشیدی وجود داشته‌اند که مورد احترام خاص و عام بودند، و حتی در امور دولتی و مسؤلیت روستا نیز با مردان شرکت داشتند،
یکی از جاهای دیدنی بست قلات محلی به نام ماهوی و چشمه آرمیزی است.

## پوشش گیاهی
گیاهان و درختانی که در این روستا وجود دارد عبارتند از: کُنار، و سمر سَلَم، کِرت و نخل، لیمو، انجیر، توت، انار و بنه که از میوه آن برای خوردن استفاده می‌شود

## میوه گیلاس
همچنین یک نوع میوه کوهی به نام اَذلَک به شکل گیلاس اما ریز به اندازه یک‌دانه بنه و رنگی بنفش سیر دارد، وقت جمع و خوردن دست ودهان را بنفش می‌کند.
رنگ نیلی سیر دارد؛ و میوه‌ای خوش طعم است.
وچون جمع کردنش کمی زحمت است کسی کمتر به‌دنبالش می‌رود.

## پیشینه تاریخی
روستای قدیمی بست قلات که در «دره قلات» و در داخل کوه واقع است یک روستای بسیار قدیم وتاریخی است، پیشینه این روستا به پیش از اسلام می‌رسد و این ده در آنزمان زرتشتی‌نشین بوده‌است.
چند آثار زرتشتی در دل کوه به چشم می‌خورد، همچنین ساخت خانه‌ها نیز به‌طور عجیبی است، بعضی از خانه‌ها که در اطراف دره بست قلات ساخته شده‌است فقط در ساخت آن سنگ به کار برده‌اند بدون ساروج یا گِل ولای، بقایای خانه‌های که بجا مانده‌است نشان می‌دهد که فقط از سنگ‌های خوشکی که از ته دره عمیق «دره قلات» آورده‌اند ساخته‌اند، سنگ‌ها روی هم چیده‌اند و سقفش با چوب درختان کوهی که از ارتفاعات کوه اطراف خود بوده آورده‌اند وسقف خانه را با آن پوشانده‌اند.
اما قسمتی از خانه‌ها که در پائین دره قلات است در آن گِل و گچ به کار برده‌اند، از طرز بنای آن پیداست که پس از اسلام بنا شده‌است، اما قسمت خانه‌هایی که قبلاً ذکر شد قبل از اسلام بنا شده‌است، و در دوران زرتشتی‌ها ساخته شده‌است.
بین تنگ بستک وبست قلات از طریق جاده پیاده و مالرو لاوری وجود دارد به نام «لاور کاردان» یا (کاهدان)، حدود ۵۰۰ من بذر افکن زمین دیم دارد که متعلق به اهالی روستای بست قلات است. پیش از رسیدن به لاور کاردان زیر کوه غاری است بسیار بزرگ و عمیق که به خانه «ذنب لاور» معروف است، می‌گویند که سده‌ها پیش شخصی یا پهلوانی به نام ذنب لاور با زنجیر و بند و طناب می‌رفته در آنجا ته غار سکونت می‌گزیده‌است. این غار دقیقاً رو به روی روستای زنگارد در کمر کوه و از طرف جنوب زنگارد واقع است.
اما حالا مردم بست قلات این خانه‌های تاریخی را رها کرده‌اند و از درواه نیز بیرون رفته‌اند و در خارج کوهستان خانه ساخته‌اند و ساکن شده‌اند، روستای جدید بست قلات دارای مسجد، دبستان، خانه بهداشت، برق، و آب‌انبار برکه است.
این روستا از روستاهای زیبای منطقه‌است و کشاورزی آن نیز رو به رشد است.

## تصاویر

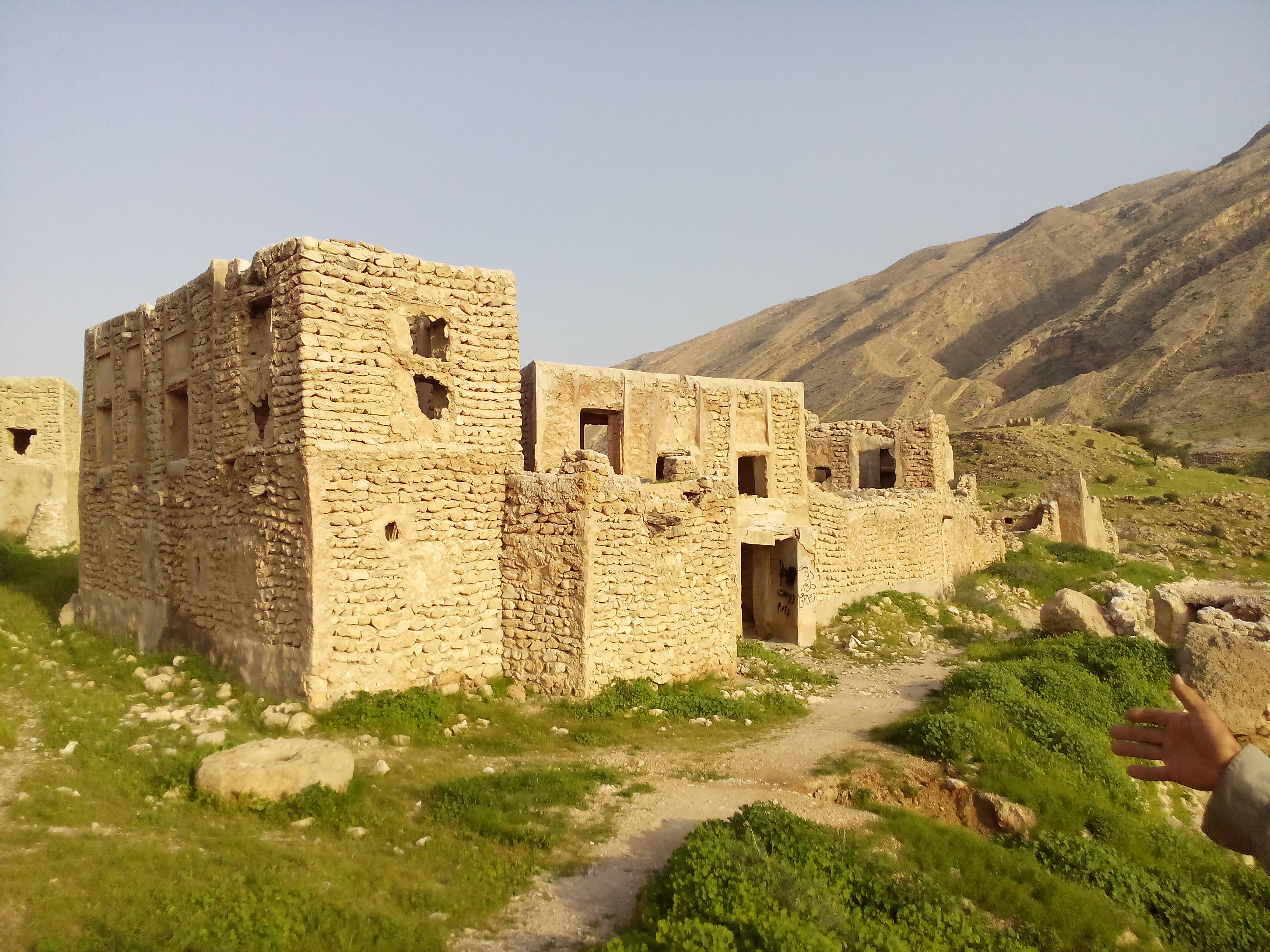
خانه تاریخی محمد احمد فربودی و برادران، بست کلات کهنه

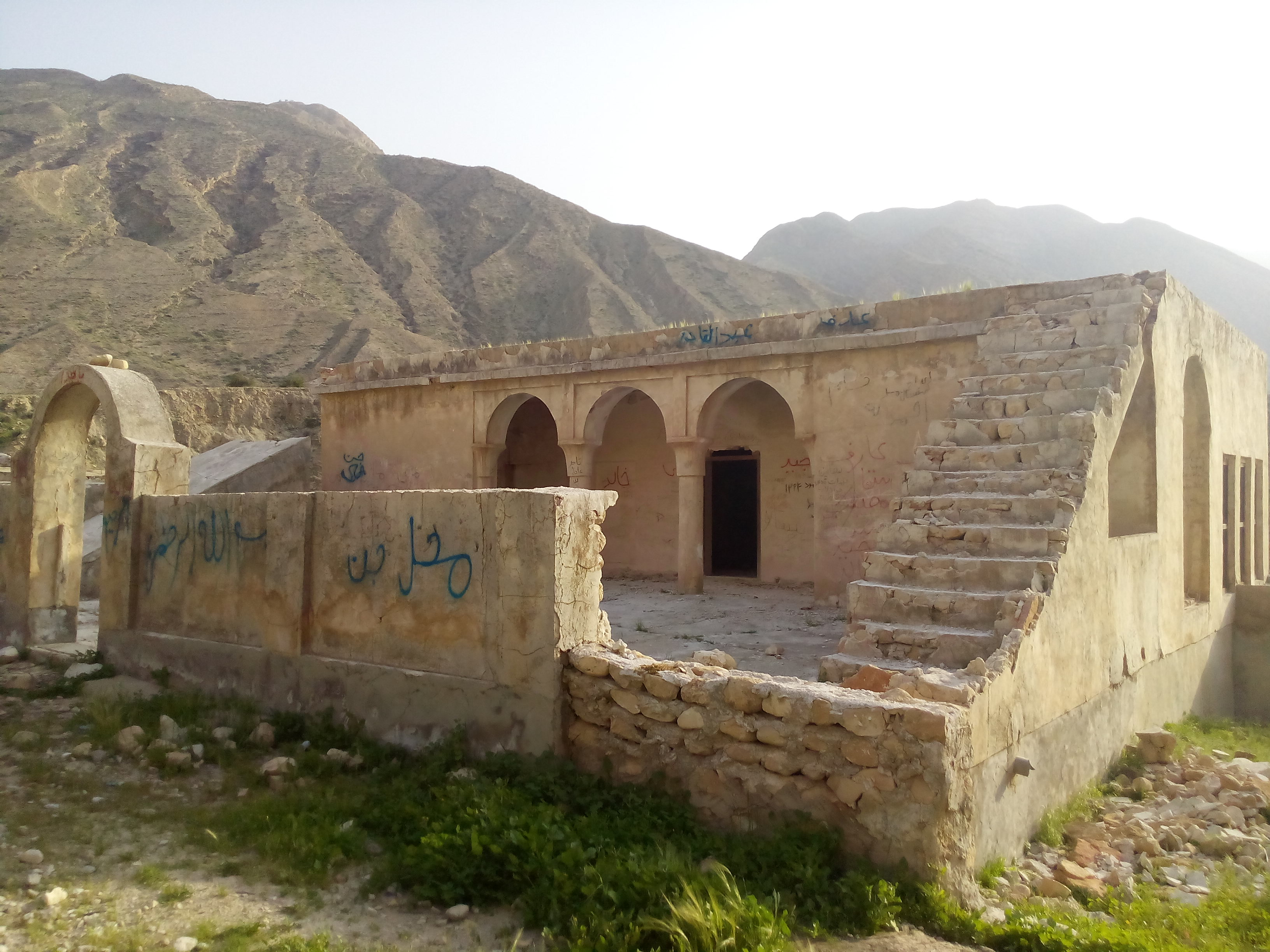
مسجد تاریخی، بست کلات کهنه

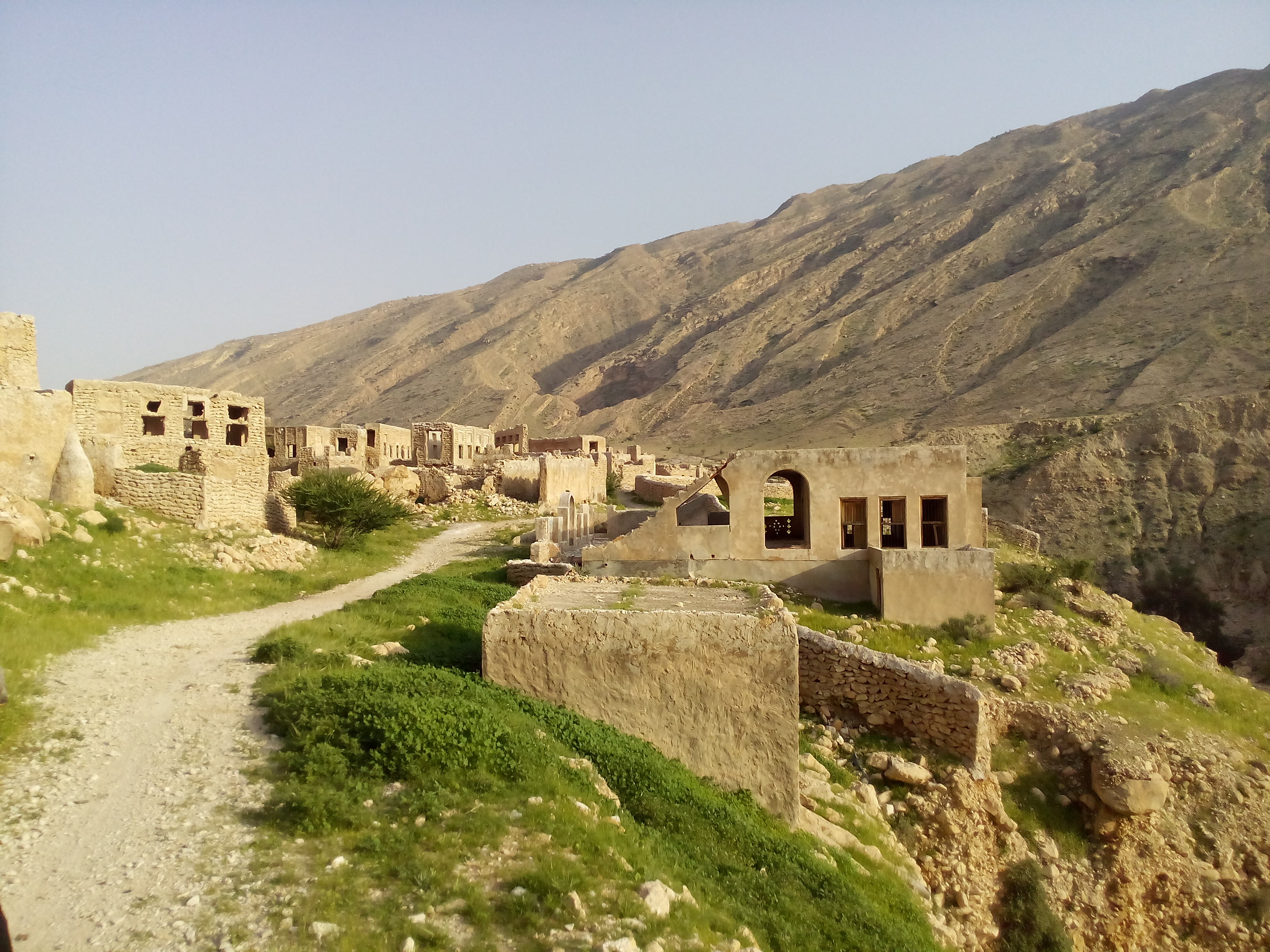
ورودی روستای تاریخی بست کلات

## فهرست منابع و مآخذ
- محمدیان، کوخردی، محمد.  «شهرستان بستک و بخش کوخرد»  ج۱. چاپ اول، دبی: سال انتشار ۲۰۰۵ میلادی.
- عباسی، قلی، مصطفی،  «بستک وجهانگیریه» ، چاپ اول، تهران: ناشر: شرکت انتشارات جهان معاصر، سال ۱۳۷۲ خورشیدی.
- سلامی، بستکی، احمد.  (بستک در گذرگاه تاریخ)  ج۲ چاپ اول، ۱۳۷۲ خورشیدی.
- بالود، محمد.  (فرهنگ عامه در منطقه بستک)  ناشر همسایه، چاپ زیتون، انتشار سال ۱۳۸۴ خورشیدی.
- بنی عباسیان، بستکی، محمد اعظم،  «تاریخ جهانگیریه»  چاپ تهران، سال ۱۳۳۹ خورشیدی.
- الکوخردی، محمد، بن یوسف، (کُوخِرد حَاضِرَة اِسلامِیةَ عَلی ضِفافِ نَهر مِهران Kookherd, an Islamic District on the bank of Mehran River) الطبعة الثالثة، دبی: سنة ۱۹۹۷ للمیلاد.
- بختیاری، سعید،  «اتواطلس ایران» ، “ مؤسسه جغرافیایی وکارتگرافی گیتاشناسی، بهار ۱۳۸۴ خورشیدی.
- نگاره‌ها از: محمد محمدیان.
- محمد، صدیق «تارخ فارس» صفحه‌های (۵۰ ـ ۵۱ ـ ۵۲ ـ ۵۳)، چاپ سال ۱۹۹۳ میلادی.
- محمدیان، کوخری، محمد، “ (به یاد کوخرد) “، ج۱. ج۲. چاپ اول، دبی: سال انتشار ۲۰۰۳ میلادی.
- اطلس گیتاشناسی استان‌های ایران [Atlas Gitashenasi Ostanhai Iran] (Gitashenasi Province Atlas of Iran)